# Luis Martínez Cortés
Luis Martínez Cortés   (Pamplona, 1951) és un director de cinema, realitzador de televisió i periodista navarrès.

## Biografia
va estudiar Periodisme en la Universitat Complutense de Madrid, Direcció de cinema a l'Escola de Cinematografia de Madrid (estudis tutelats per Pilar Miró, Carlos Saura i Juan Antonio Porto) i Realització de televisió i publicitat en Televisió Espanyola. Es va interessar pel món del cinema molt aviat, ajudant en les labors de projecció sent encara nen, per a més tard fer-se càrrec del cinema d'Otsagabia, que va fundar el seu avi. Mentre estudiava perit empresarial i treballava en un banc, va alternar les seves ocupacions professionals amb la crítica cinematogràfica i l'activitat dels cinema clubs de Pamplona. La seva vocació estava lluny de les oficines. Es va llançar a la realització amb curtmetratges com Un tal Luis Costa (1971), realitzat en Súper 8 mm. i amb escassos mitjans, pel qual va obtenir el primer premi en el Festival Internacional de Lugo i Clown (1975), rodat ja en 16 mm. i amb el qual va guanyar el primer premi en el Festival Internacional de Cinema de Saratoga.
En 1977 va emprendre el seu projecte cinematogràfic més important i personal, per a això va fundar la seva pròpia companyia de producció a Navarra, Iruna P.C. Es tracta del llargmetratge dramàtic Marian (1977), el guió del qual va escriure al costat de Juan Antonio Porto. La pel·lícula, la seva obra més reeixida segons la crítica, va comptar per al repartiment amb actors com Héctor Alterio, Javier Escrivá o María Asquerino. Més tard va rodar un altre llargmetratge de comèdia, Ni se lo llevó el viento ni puñetera falta que hacía (1980). La tele chiflada (1981) va ser l'últim llargmetratge que va dirigir abans de deixar el cinema i dedicar-se a la televisió i la publicitat.
El seu treball en aquest mitjà inclou la realització de diferents sèries per a diverses productores (Globo Media amb Emilio Aragón, ETB, TVE amb Jesús Hermida, K-2000, etc.), l'elaboració de vídeo-clips per a cantants com Miguel Bosé, Luz Casal, Rocío Jurado, Francisco o Miki Molina, a més d'una llarga llista d'anuncis publicitaris per a grans empreses nacionals, reportatges, sèries educatives i documentals. Va ser fundador i director de Pamplona Televisió (1993), primer canal de televisió local en la capital navarresa. Per a altres productores i cadenes, ha dirigit i realitzat programes com La botica de la abuela (2001), con Txumari Alfaro, Pamplona y los sanfermines o Rico y sano (2007), amb el xef basc Pedro Suquía i la nutricionista Arantxa Ezcurdia.
Com a periodista, és autor de crítiques de cinema, reportatges i entrevistes, fruit de la seva col·laboració durant anys a Diario de Navarra i Navarra Hoy (des de la seva fundació), així com altres mitjans nacionals Va rebre el primer Premi de Periodisme del Concurs Internacional Sant Fermín 1978 del Ajuntament de Pamplona. També ha treballat a Radio Nacional de España, amb Matías Prats i Jordi Grau i Solà.

## Filmografia
- Un tal Luis Costa, 1971 (Direcció)
- Clown, 1976 (Direcció i guió)
- Marian, 1977 (Direcció i guió)
- Ni se lo llevó el viento ni puñetera falta que hacía, 1980 (Direcció i guió)
- Te quiero, te quiero, te quiero, 1981 (Direcció i guió)
- La tele chiflada, 1981 (Direcció i guió)
- Osasuna, el club y sus raíces, 1983 (Direcció)

## Sèries i programes de televisió
- Pervivencia del euskera en Navarra
- Cuentos y leyendas de Navarra
- Pintores de Navarra
- Andelos, la ciudad romana
- Pamplona y los sanfermines
- Deporte Rural (con Sáenz de Buroaga)
- Verde que te quiero verde
- Hogar dulce hogar
- Comarcas
- Flamingo Berria
- Cinco y Acción
- Zipping con el Zapping
- La botica de la abuela
- Rico y sano
- Imagina y recicla

## Premis i esments
- Primer premi en el Festival Internacional de Lugo en 1972 per Un tal Luis Costa.
- Primer premi en el Festival Internacional de Cinema de Saratoga en 1975 per Clown.
- Premi a la Millor Pel·lícula Nous Autors del Ministeri de Cultura en 1977 per Marian.
- Pel·lícula seleccionada en el Festival Internacional de Cinema de Sant Sebastià per Marian.
- Premi Especial Qualitat de la Direcció General de Cinematografia en 1978 per Marian.
- Esments especials en els festivals de Karlovy-Vary, Jerusalem, Praga, Montpeller i Mostra de Nous autors de Nova York per Marian.